# Analisi qualitativa UV/Visibile
Con il termine analisi qualitativa UV/Visibile ci si riferisce al fatto di stabilire se all'interno di una matrice da porre in analisi mediante spettroscopia UV, è presente oppure no un certo tipo di analita. 
Per eseguire un'analisi qualitativa è necessario preparare una soluzione contenente la matrice e un bianco per azzerare lo spettrofotometro. Dopo aver eseguito questa operazione preliminare, si può eseguire uno spettro della matrice stabilendo l'intervallo di lunghezza d'onda che lo strumento deve scandagliare. Il risultato di questa  operazione sarà uno spettro, un insieme di picchi, che daranno informazioni su quante sostanze hanno assorbito nell'intervallo di lunghezze d'onda impostato. Ad ogni picco corrisponde una sostanza diversa e, siccome ad ogni picco corrisponde una lunghezza d'onda, sapendo a quale lunghezza d'onda assorbe il nostro analita oggetto di studio possiamo determinare che tipo di sostanza sia e procedere così a un'ulteriore conferma o a un'analisi quantitativa.